# Bloody Tune
Albums de Yui Sakakibara
Yeeeeell!
(2009) Ringing
(2011)
Bloody Tune est le 6e album de Yui Sakakibara, sorti sous le label LOVE×TRAX Office le 25 août 2010 au Japon. Il arrive 48e au classement de l'Oricon. Il se vend à 2 615 exemplaires la première semaine et reste classé pendant 2 semaines pour un total de 3 209 exemplaires vendus.

## Liste des titres
| 1.  | Bloody Tune                                | 5:18 |
| 2.  | Gregorio (L×T mix)                         | 5:08 |
| 3.  | Gensou no Shiro (幻想の城)                 | 4:25 |
| 4.  | Refrain (リフレイン)                       | 5:17 |
| 5.  | Miss.Brand-new day                         | 4:46 |
| 6.  | Fairchild                                  | 4:49 |
| 7.  | Idol Revolution (アイドルレボリューション) | 4:16 |
| 8.  | My Dear Hero                               | 3:33 |
| 9.  | Suki (＝スキ)                              | 3:35 |
| 10. | Love☆Jet!                                  | 3:52 |
| 11. | Summer day                                 | 4:44 |
| 12. | Star Legend                                | 4:12 |
| 13. | Tsuki Tenshi (月天子)                      | 4:52 |
| 14. | Oneness!                                   | 4:28 |
| 15. | Honey ~dance remix~                        | 6:49 |

| 1. | Bloody Tune |  |
| 2. | Making of   |  |